# Zeddenick
Zeddenick ist eine Ortschaft und ein Ortsteil von Möckern im Landkreis Jerichower Land in Sachsen-Anhalt.

## Geografie
Zeddenick liegt ca. vier Kilometer westlich von Möckern.
Naturräumlich gehört der Ort zum Zerbster Land, einer ackergeprägten offenen Kulturlandschaft und 536 km² großen Haupteinheit der übergeordneten Haupteinheitengruppe des Fläming im norddeutschen Tiefland. Das Zerbster Land bildet die Südwestabdachung des Flämings zur Elbe und gehört zum Einzugsgebiet dieses Flusses.

## Geschichte
Die Gemeinde wurde im Jahr 992 als Zobemeh erstmals urkundlich erwähnt.
1813 fand hier am 5. April eines von insgesamt drei Vorpostengefechten statt, die später als Gefecht bei Möckern bezeichnet wurden. Das daran beteiligte Korps von Bülow bezog ein am Ort errichtetes Biwak.
Am 30. September 1928 wurde das Vorwerk Zeddenick aus dem Gutsbezirk Amt Möckern mit der Landgemeinde Zeddenick vereinigt.
Am 1. Januar 2009 wurde die bis dahin selbstständige Gemeinde Zeddenick nach Möckern eingemeindet.

## Politik
Ortsbürgermeister ist Bastian Münzel.
Blasonierung: „In Gold ein schwarz-silberner stehender Kiebitz.“
Es war Beschluss der Gemeinde vom 30. August 1995, den in der Dorfgemarkung sehr häufig vorkommenden Kiebitz in das Wappenbild aufzunehmen. Weil sich dieser Vogel seit vielen Generationen an einer bestimmten Stelle zu Tausenden sammelt, gibt es sogar in der Gemarkung ein Gelände, das bis heute den Namen „Kiebitzstücken“ trägt.
Das Wappen wurde 1995 vom Magdeburger Kommunalheraldiker Jörg Mantzsch gestaltet.
Die Flagge ist schwarz - gelb (1:1) gestreift (Querform: Streifen waagerecht verlaufend, Längsform: Streifen senkrecht verlaufend) und mittig mit dem Wappen belegt.

## Verkehr
Zur Bundesstraße 246, die Magdeburg mit Bad Belzig verbindet, sind es in südlicher Richtung ca. 700 m. Die Bundesautobahn 2 mit der Anschlussstelle Burg-Ost (74) wird in 16 km erreicht.
Es gibt einen Haltepunkt an der Bahnstrecke Biederitz–Altengrabow.

## Sehenswürdigkeiten
In Zeddenick befindet sich eine romanische Dorfkirche, die der Heiligen Elisabeth gewidmet ist und schon 1190 von Papst Clemens III als „ecclesia“ bestätigt wurde. Die Kirche ist mit romanischen Wandmalereien und einem gotischen Altar, welcher um 1420 entstanden ist, ausgestattet.